# 国家宝藏·展演季
《国家宝藏·展演季》，2021年10月23日起每周六晚7点30分在央视综艺频道播出。《国家宝藏·展演季》是大型原创文博探索类季播节目，共10期。前三季分别于2017年12月3日-2018年2月11日、2018年12月9日-2019年2月9日、2020年12月6日-2021年2月17日播出。
展演季延续往年形式，每期由九座博物馆提供收藏的三件文物，由“001号讲解员”张国立负责介绍国宝守护人及历史背景，多位明星与艺人与文博守护人以舞台剧的形式表演“国宝小剧场”。每期三件文物相互关联、相互映照，讲述同一片土地甚至同一时间上发生的故事，还会从三个中评选出一件成为“《国家宝藏》年度中华文明标识”。

## 开播前期
2021年1月9日，“《国家宝藏》（第四季）特别呈现”开始招商。
2021年4月底，总导演于蕾参与新京报线上论坛时，提到前三季豆瓣评分虽然高，但“深入浅出”、“曲高和众”的目标却越来越难。成功的IP最难改变，但又需要大胆创新。对于新一季，“经过三季思考、提炼和打磨的‘让国宝活起来’、‘承古人之创造，开时代之生面’这样的核心表达是不会变的，变化的可能是用什么样的故事和呈现去外化诠释它。”而变化的原因是希望最大程度给节目和观众带来新意。